# Islam in Tunesië

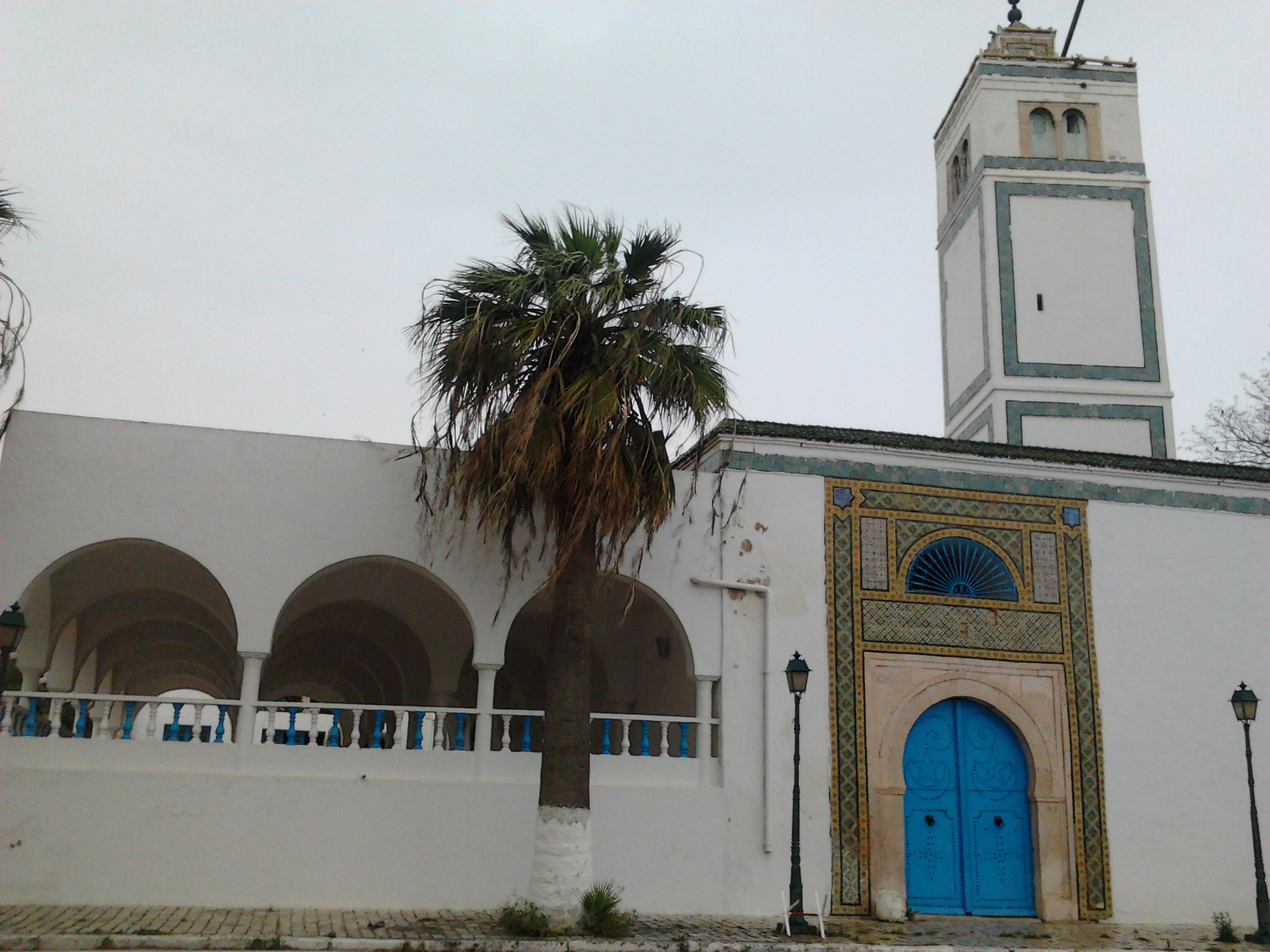
Voorzijde van een Tunesische moskee.

De islam in Tunesië is de grootste en meest wijdverspreide religie van het land. Volgens het CIA World Factbook zijn 99,1% van de Tunesiërs soennitische moslims. De meesten van hen volgen  de Malikitische rechtsschool gevolgd door een minderheid Turkse Kouloughlis die de Hanafitische rechtsschool volgen.
Er zijn ook kleine aantallen Berberssprekende ibadieten aanwezig op het eiland Djerba. Het ibadisme is een stroming binnen het kharidjisme.
De grondwet van Tunesië bepaalt dat de islam de staatsreligie is, de staat is de bewaker van de religie, en vereist dat de president een moslim is.